# Драфт ВНБА 2007 года
Драфт ВНБА 2007 года прошёл 4 апреля, в среду, в отеле «Ренессанс» (англ. Renaissance Hotel) города Кливленд, штат Огайо, который стал вторым драфтом ВНБА, проводившимся за пределами штата Нью-Джерси. К участию в драфте были допущены игроки после окончания колледжа и игроки-иностранцы. Лотерея драфта состоялась 26 октября 2006 года, по результатам которой право выбора под первым номером получила команда «Финикс Меркури», который был использован ею на 22-летнюю Линдсей Хардинг, защитника из университета Дьюка. Кроме того сама церемония драфта состоялась на следующий день после проведения финала женской NCAA («Теннесси Леди Волантирс» — «Ратгерс Скарлет Найтс» 59:46), который также был сыгран в Кливленде на Квикен Лоэнс-арене. Первый раунд драфта транслировался на канале ESPN2, в то время как второй и третий раунды были показаны на каналах NBA TV и ESPNU.
После окончания предыдущего сезона был ликвидирован клуб «Шарлотт Стинг», поэтому основной драфт предворял, так называемый, драфт распределения расформированных команд, который проходил в формате селекторного совещания 8 января 2007 года. Выбор команды осуществляли в обратном порядке их итогового положения в регулярном чемпионате прошедшего сезона, независимо от результатов лотереи драфта. В этом драфте принимали участие все игроки «Шарлотт Стинг», за исключением Эллисон Фистер и Тэмми Саттон-Браун, которые стали после окончания прошлого чемпионата неограниченно свободными агентами.
Лотерея драфта проводилась среди худших команд прошлого сезона, чтобы определить порядок первых шести выборов в первом раунде драфта. Шансы команд были взвешены таким образом, что худшая команда прошедшего сезона, а именно «Чикаго Скай», имела больше всего шансов на получение выбора под 1-м номером. Лотерея была использована для того, чтобы определить только первые два номера драфта, выборы с третьего по шестой были произведены в обратном порядке итогового положения команд. Команда «Финикс Меркури», несмотря на то, что имела лучший показатель из шести команд, участвующих в лотерее драфта и худшие математические шансы на победу ней, в итоге оказалась победителем. С момента учреждения лотереи драфта в 2002 году это было в первый раз, когда главный выбор был заработан командой с худшими математическими шансами на выигрыш. Также впервые, клуб, шансы которого заработать главный выбор были также невысоки, имея второй показатель среди шести команд, в данном случае «Сан-Антонио Силвер Старз», получил второй номер драфта. Оставшиеся выборы первого раунда, плюс все выборы во втором и третьем раундах, распределялись в обратном порядке итогового положения команд в регулярном чемпионате прошедшего сезона.
Всего на этом драфте было выбрано 39 баскетболисток, из них 32 из США и по одной из Франции (Сандрин Груда), Израиля (Шай Дорон), Канады (Аманда Браун), Италии (Катрин Ресс), Германии (Мартина Вебер), Мали (Наре Диавара) и Тринидада и Тобаго (Джиллиан Горинг). Центровая Невин Невлин (урождённая Кристен Ньюлин) родилась в городке Каилуа-Кона (штат Гавайи), с 2007 года играла в чемпионате Турции, а в 2008 году приняла двойное гражданство, чтобы выступать за сборную этой страны.

## Легенда к драфту
|  | Выделены игроки, выбранные в Баскетбольный зал славы                      |
|  | Выделены участники Матча всех звёзд ВНБА и игроки сборной всех звёзд ВНБА |
|  | Выделены участники Матча всех звёзд ВНБА                                  |
|  | Выделены игроки сборной всех звёзд ВНБА                                   |
|  | Выделены игроки, не игравшие в ВНБА                                       |

## Драфт распределения
| Выбор | Игрок              | Позиция             | Гражданство | Новая команда            | Бывшая команда | Университет                          |
| --- | ------------------ | ------------------- | ----------- | ------------------------ | -------------- | ------------------------------------ |
| 1 | Моник Карри        | Защитник            | США         | Чикаго Скай              | Шарлотт Стинг  | Университет Дьюка                    |
| 2 | Танжела Смит       | Форвард / Центровая | США         | Миннесота Линкс          | Шарлотт Стинг  | Университет Айовы                    |
| 3 | Джанель Маккарвилл | Центровая           | США         | Нью-Йорк Либерти         | Шарлотт Стинг  | Университет Миннесоты                |
| 4 | Хелен Дарлинг      | Защитник            | США         | Сан-Антонио Силвер Старз | Шарлотт Стинг  | Университет штата Пенсильвания       |
| 5 | Келли Маззанти     | Форвард             | США         | Финикс Меркури           | Шарлотт Стинг  | Университет штата Пенсильвания       |
| 6 | Тиана Миллер       | Центровая           | США         | Вашингтон Мистикс        | Шарлотт Стинг  | Тулейнский университет               |
| 7 | Тай’ша Флакер      | Центровая           | США         | Сиэтл Шторм              | Шарлотт Стинг  | Университет Теннесси                 |
| 8 | Елена Левченко     | Центровая           | Беларусь    | Хьюстон Кометс           | Шарлотт Стинг  | Университет Западной Виргинии        |
| 9 | Шери Сэм           | Форвард / Защитник  | США         | Индиана Фивер            | Шарлотт Стинг  | Университет Вандербильта             |
| 10 | Латойя Бонд        | Защитник            | США         | Сакраменто Монархс       | Шарлотт Стинг  | Университет Миссури                  |
| 11 | Пропущен           | —                   | —           | Детройт Шок              | Шарлотт Стинг  | —                                    |
| 12 | Аяна Уокер         | Форвард             | США         | Лос-Анджелес Спаркс      | Шарлотт Стинг  | Технологический университет Луизианы |
| 13 | Пропущен           | —                   | —           | Коннектикут Сан          | Шарлотт Стинг  | —                                    |
| Примечание 1: два бывших игрока Шарлотт Стинг, Таша Баттс и Саммер Эрб, не были отобраны для участия в этом драфте, поэтому стали неограниченно свободными агентами.          |                    |                     |             |                          |                |                                      |
| Примечание 2: два бывших игрока Шарлотт Стинг, Эллисон Фистер и Тэмми Саттон-Браун, были неограниченно свободными агентами, поэтому не имели право участвовать в этом драфте. |                    |                     |             |                          |                |                                      |

## Основной драфт

### Первый раунд

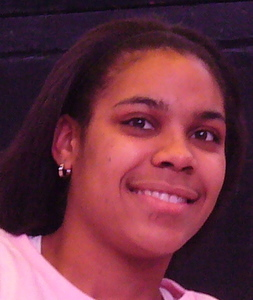
Линдсей Хардинг, 1-й номер драфта

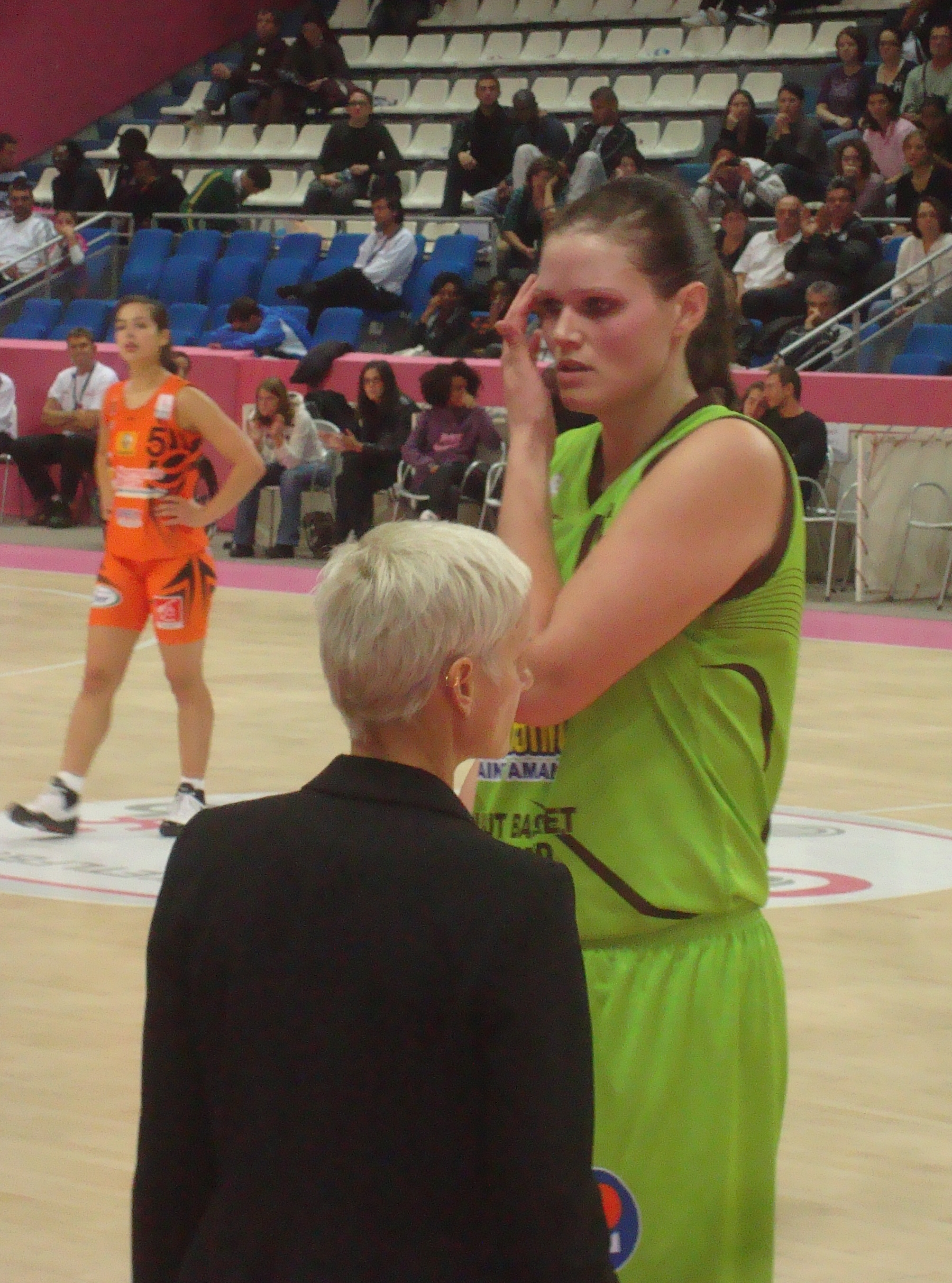
Элисон Бейлз, 9-й номер драфта

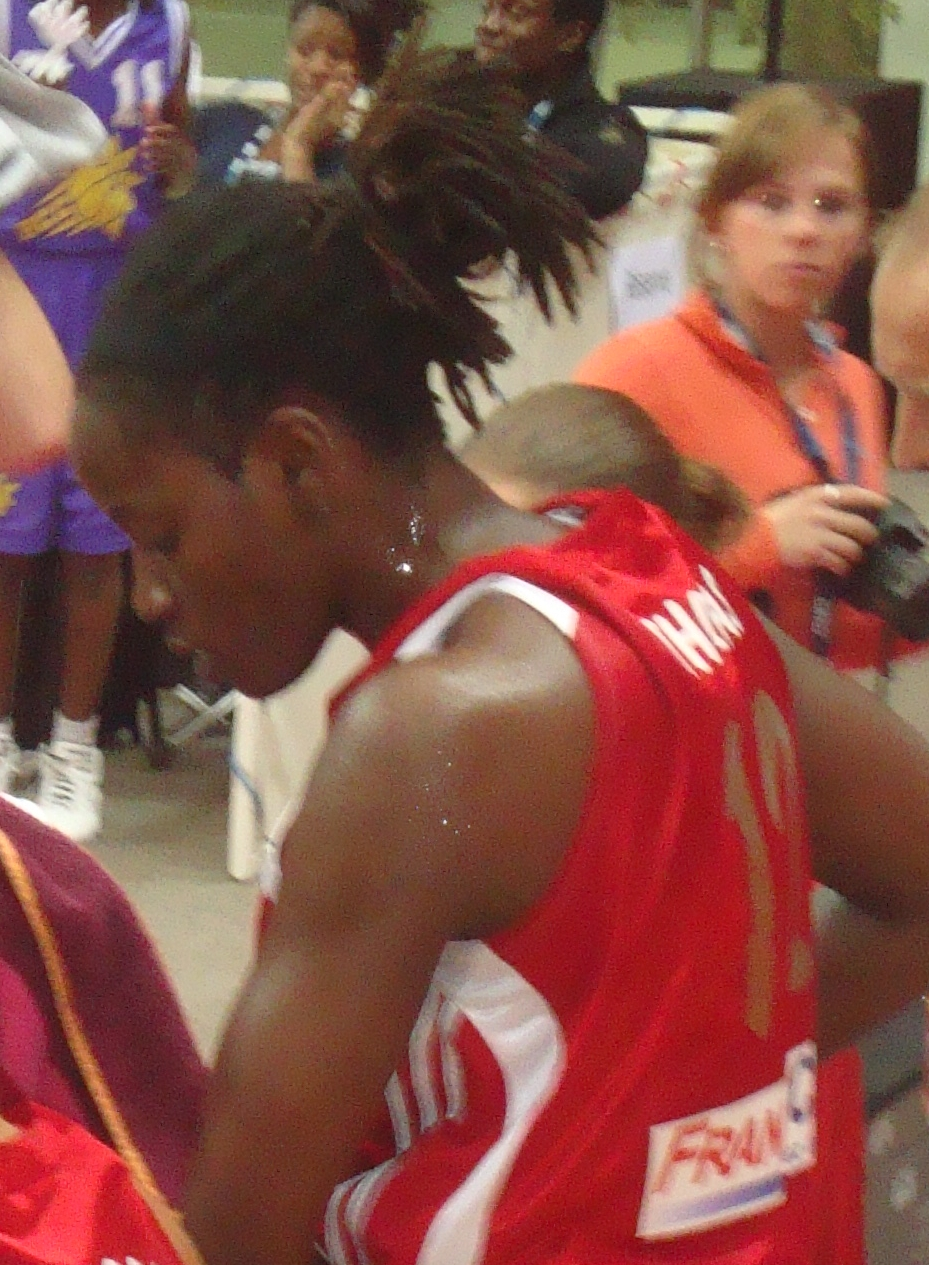
Карла Томас, 10-й номер драфта

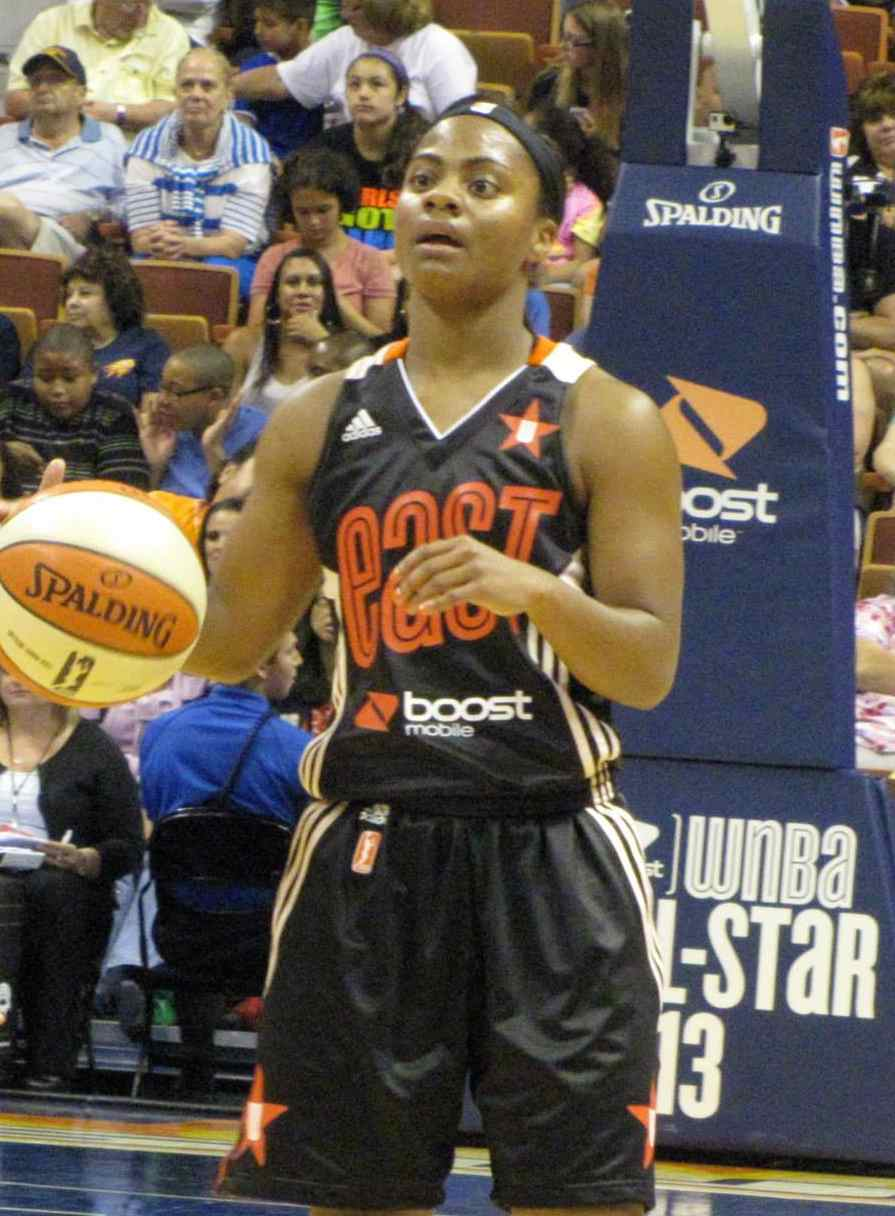
Айвори Латта, 11-й номер драфта

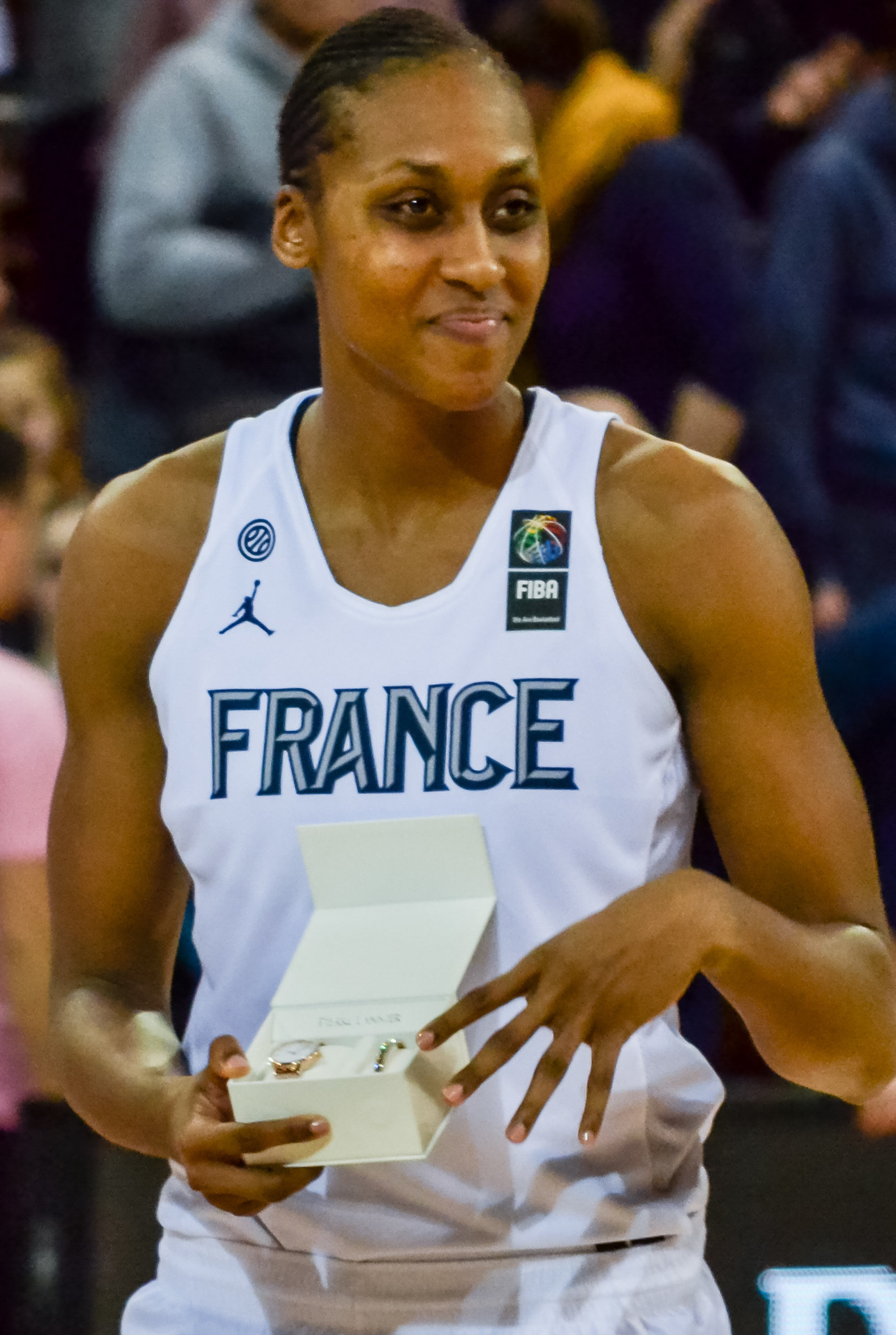
Сандрин Груда, 13-й номер драфта

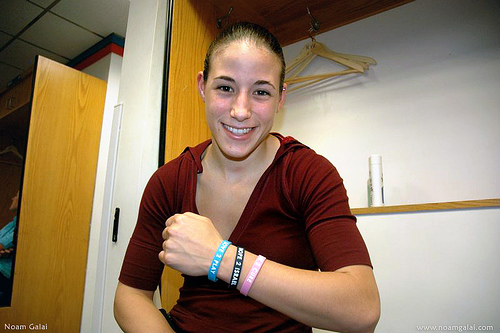
Шай Дорон, 16-й номер драфта

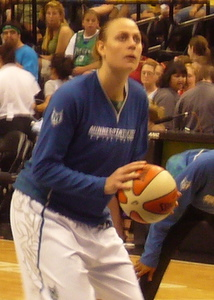
Катрин Ресс, 24-й номер драфта

| Выбор | Игрок              | Позиция             | Гражданство      | Команда драфта                                              | Университет/ Бывшая команда                 |
| ----- | ------------------ | ------------------- | ---------------- | ----------------------------------------------------------- | ------------------------------------------- |
| 1     | Линдсей Хардинг    | Защитник            | США / · Беларусь | Финикс Меркури (затем продана в Миннесота Линкс)            | Университет Дьюка                           |
| 2     | Джессика Дэвенпорт | Центровая           | США              | Сан-Антонио Силвер Старз (затем продана в Нью-Йорк Либерти) | Университет штата Огайо                     |
| 3     | Арминти Прайс      | Защитник            | США              | Чикаго Скай                                                 | Университет Миссисипи                       |
| 4     | Ноэль Куинн        | Защитник            | США              | Миннесота Линкс                                             | Калифорнийский университет в Лос-Анджелесе  |
| 5     | Тиффани Джексон    | Форвард             | США              | Нью-Йорк Либерти                                            | Техасский университет в Остине              |
| 6     | Бернис Мосби       | Форвард             | США              | Вашингтон Мистикс                                           | Бэйлорский университет                      |
| 7     | Кэти Джирлдс       | Форвард             | США              | Сиэтл Шторм                                                 | Университет Пердью                          |
| 8     | Эшли Шилдс         | Защитник            | США              | Хьюстон Кометс                                              | Общественный колледж Юго-Западного Теннесси |
| 9     | Элисон Бейлз       | Центровая           | США              | Индиана Фивер                                               | Университет Дьюка                           |
| 10    | Карла Томас        | Форвард / Центровая | США              | Чикаго Скай (право выбора от Сакраменто Монархс)            | Университет Вандербильта                    |
| 11    | Айвори Латта       | Защитник            | США              | Детройт Шок                                                 | Университет Северной Каролины в Чапел-Хилл  |
| 12    | Камеша Хейрстон    | Форвард             | США              | Коннектикут Сан (право выбора от Лос-Анджелес Спаркс)       | Темпльский университет                      |
| 13    | Сандрин Груда      | Центровая           | Франция          | Коннектикут Сан                                             | USV Олимпик                                 |

### Второй раунд
| Выбор | Игрок           | Позиция             | Гражданство | Команда драфта                                | Университет/ Бывшая команда                |
| ----- | --------------- | ------------------- | ----------- | --------------------------------------------- | ------------------------------------------ |
| 14    | Ди Дэвис        | Защитник            | США         | Хьюстон Кометс (право выбора от Чикаго Скай)  | Университет Вандербильта                   |
| 15    | Шей Мерфи       | Защитник            | США         | Миннесота Линкс                               | Университет Южной Калифорнии               |
| 16    | Шай Дорон       | Защитник            | Израиль     | Нью-Йорк Либерти                              | Мэрилендский университет в Колледж-Парке   |
| 17    | Камилла Литтл   | Форвард             | США         | Сан-Антонио Силвер Старз                      | Университет Северной Каролины в Чапел-Хилл |
| 18    | Тайреса Смит    | Форвард             | США         | Финикс Меркури                                | Университет Делавэра                       |
| 19    | Меган Вогель    | Форвард             | США         | Вашингтон Мистикс                             | Университет штата Южная Дакота             |
| 20    | Стефани Реймонд | Защитник            | США         | Чикаго Скай (право выбора от Сиэтл Шторм)     | Университет Северного Иллинойса            |
| 21    | Джессика Диксон | Форвард             | США         | Чикаго Скай (право выбора от Хьюстон Кометс)  | Университет Южной Флориды                  |
| 22    | Линдсей Меддерс | Защитник            | США         | Индиана Фивер                                 | Университет штата Айова                    |
| 23    | Брук Смит       | Центровая           | США         | Сакраменто Монархс                            | Стэнфордский университет                   |
| 24    | Катрин Ресс     | Форвард / Центровая | Италия      | Миннесота Линкс (право выбора от Детройт Шок) | Бостонский колледж                         |
| 25    | Сидни Спенсер   | Защитник / Форвард  | США         | Лос-Анджелес Спаркс                           | Университет Теннесси                       |
| 26    | Кори Чамберс    | Защитник            | США         | Коннектикут Сан                               | Университет Джорджии                       |

### Третий раунд
| Выбор | Игрок            | Позиция   | Гражданство       | Команда драфта                                   | Университет/ Бывшая команда                   |
| ----- | ---------------- | --------- | ----------------- | ------------------------------------------------ | --------------------------------------------- |
| 27    | Дженна Рубино    | Форвард   | США               | Чикаго Скай                                      | Университет Де Поля                           |
| 28    | Ли Раш           | Форвард   | США               | Финикс Меркури (право выбора от Миннесота Линкс) | Университет Оклахомы                          |
| 29    | Мартина Вебер    | Центровая | Германия          | Нью-Йорк Либерти                                 | Айонский колледж                              |
| 30    | Наре Диавара     | Центровая | Мали              | Сан-Антонио Силвер Старз                         | Политехнический университет Виргинии          |
| 31    | Крисси Гивенс    | Защитник  | США               | Финикс Меркури                                   | Государственный университет Среднего Теннесси |
| 32    | Джиллиан Горинг  | Центровая | Тринидад и Тобаго | Вашингтон Мистикс                                | Университет штата Северная Каролина           |
| 33    | Брэнди Хоскинс   | Защитник  | США               | Сиэтл Шторм                                      | Университет штата Огайо                       |
| 34    | Невин Невлин     | Центровая | США / · Турция    | Хьюстон Кометс                                   | Стэнфордский университет                      |
| 35    | Эшли Кей         | Защитник  | США               | Индиана Фивер                                    | Университет штата Северная Каролина           |
| 36    | Мег Балджер      | Форвард   | США               | Сакраменто Монархс                               | Университет Западной Виргинии                 |
| 37    | Эмили Уэстерберг | Форвард   | США               | Финикс Меркури (право выбора от Детройт Шок)     | Университет штата Аризона                     |
| 38    | Аманда Браун     | Центровая | Канада            | Лос-Анджелес Спаркс                              | Университет штата Пенсильвания                |
| 39    | Кира Харди       | Защитник  | США               | Коннектикут Сан                                  | Университет Небраски в Линкольне              |